# María Mello
María Mello (ur. 2 czerwca 1994) – urugwajska lekkoatletka specjalizująca się w rzucie oszczepem.
W 2010 zdobyła złoty medal mistrzostw Ameryki Południowej juniorów młodszych poprawiając wynikiem 42,42 rekord Urugwaju seniorów. Zajęła dziewiąte miejsce podczas mistrzostw świata juniorów młodszych w 2011. W 2012 wywalczyła brąz młodzieżowych mistrzostw Ameryki Południowej. 
Rekord życiowy: 51,68 (27 lutego 2014, Santa Fe) – rezultat ten jest rekordem Urugwaju w kategorii seniorów oraz rekordem Ameryki Południowej w gronie młodzieżowców.

## Osiągnięcia
| Rok  | Impreza                                     | Miejsce         | Pozycja    | Wynik |
| ---- | ------------------------------------------- | --------------- | ---------- | ----- |
| 2010 | Mistrzostwa Ameryki Płd. juniorów młodszych | Santiago        | 1. miejsce | 42,42 |
| 2011 | Mistrzostwa świata juniorów młodszych       | Lille Metropole | 9. miejsce | 49,25 |
| 2012 | Młodzieżowe mistrzostwa Ameryki Południowej | São Paulo       | 3. miejsce | 48,90 |
| 2013 | Mistrzostwa panamerykańskie juniorów        | Medellín        | 3. miejsce | 49,07 |
| 2013 | Mistrzostwa Ameryki Południowej juniorów    | Resistencia     | 1. miejsce | 50,27 |
| 2014 | Mistrzostwa ibero-amerykańskie              | São Paulo       | 6. miejsce | 43,83 |
| 2014 | Młodzieżowe mistrzostwa Ameryki Południowej | Montevideo      | 4. miejsce | 48,30 |